# 1981 في تشيلي
فيما يلي قوائم الأحداث التي وقعت خلال عام 1981 في تشيلي.

## سياسة

### تعيين في المنصب
- 11 مارس – أوغستو بينوشيه رئيس تشيلي.

## مواليد

### يناير
- 11 يناير – خايمي فالديس لاعب كرة قدم تشيلي.

### مايو
- 9 مايو – جوني هيريرا لاعب كرة قدم تشيلي.
- 10 مايو – هومبيرتو سوازو لاعب كرة قدم تشيلي.

### يوليو
- 25 يوليو – روبرتو كاتلون لاعب كرة قدم فلسطيني.

### أغسطس
- 4 أغسطس – إسماعيل فوينتيس لاعب كرة قدم تشيلي.
- 18 أغسطس – روبرتو بشارة لاعب كرة قدم تشيلي.

### سبتمبر
- 9 سبتمبر – جوليو بيرالتا لاعب كرة مضرب تشيلي.
- 14 سبتمبر – إليسا زيليتا ممثلة تشيلية.

### نوفمبر
- 3 نوفمبر – رودريغو ميار لاعب كرة قدم تشيلي.

## وفيات

### يوليو
- 31 يوليو – عمر توريخوس (مواليد 1929)